# Alle fonti del Nilo
Alle fonti del Nilo (The Quest) è un romanzo d'avventura scritto da Wilbur Smith ed il quarto degli otto libri della saga ambientata nella terra dei faraoni.

## Trama
Taita di Gallala e il suo fidato Meren sono in viaggio ormai da cinque lunghi anni alla ricerca del tempio di Sarasvati, il tempio della Conoscenza e della Rigenerazione. Taita è un Longevo e ormai molto venerato e rispettato in Egitto, e giunto al tempio diverrà un sapiente al servizio della Verità, iniziato ai segreti delle arti magiche. Qui Taita avrà notizie del suo Egitto e saprà che la sua amata patria è sotto la minaccia di un'altra terribile catastrofe: il fiume Nilo è prosciugato inspiegabilmente ormai da anni e la popolazione è allo stremo per la fame e le carestie.
Dopo il ritorno a Gallala, Taita verifica di persona che le notizie erano esatte: ormai sono trascorsi sette lunghi anni e l'Egitto è impotente. L'eunuco riceve la visita attesa di Demetrio, un sapiente che lo metterà a conoscenza dell'origine del male che attanaglia l'Egitto e lo aiuterà ad imparare a gestire i poteri che gli sono stati affidati. Viene fuori una strega più potente di lui di nome Eos, come la dea greca dell'aurora, ha bloccato il fiume Nilo con la brama di impossessarsi della nazione e da lì ricrearsi un impero; si dice che sia immortale, si proclama unica dea e sta già imponendo la sua nuova religione nella nazione. Demetrio è l'unico che l'abbia incontrata, ma Eos l'ha circuito e l'ha reso ormai vecchio, morente e privato dei suoi poteri e della sua conoscenza, quindi egli non può fare altro che avvertire Taita circa gli straordinari poteri e inganni di questa semidea: ella inganna e circuisce tutti i sapienti della Terra e con le sue arti ne risucchia tutta la conoscenza, lasciandoli privi di qualsiasi potere.
Demetrio e Taita insieme a Meren intraprendono il viaggio fino a Tebe per farsi ricevere dal faraone Nefer Seti, di cui Taita è stato il mentore e tutore, e dalla sua regina Mintaka, entrambi legati a Taita come se fosse parte della famiglia. Taita scopre che Mintaka è soggiogata al potere di Eos, e tramite un suo profeta di nome Soe, ha perso due figli per le carestie e le malattie, e Soe l'ha circuita con la promessa di restituirglieli, con l'intento di sbarazzarsi del faraone e proclamare unica dea Eos. Taita non dice nulla al faraone, ma lo mette a conoscenza dell'origine dei mali d'Egitto. Scopre poi che la strega si trova alle fonti del Nilo e il faraone assegnerà a Meren il grado di comandante della spedizione dei cento uomini tra i migliori che accompagneranno Taita alle fonti del Nilo.
La spedizione parte alla ricerca delle fonti del Nilo, attraversando territori selvaggi e impervi, le paludi e le montagne e incontrando popoli bellicosi e cannibali. Durante questo viaggio Taita ritroverà Fenn, il nome da ragazza della sua amata Lostris, reincarnata in una piccola fanciulla, e trova inoltre come guida due cugini nubiani shilluk di nome Nontu e Nakonto, che facevano parte di una fiera popolazione guerriera con cui Taita aveva avuto già contatti molto tempo prima quando la regina Lostris aveva portato il suo popolo nel Basso Egitto. Dopo due anni incontrano un primo gruppo di soldati egiziani che erano partiti molti anni prima per la spedizione alle fonti del Nilo. Infine Taita incontra Kalulu, un Longevo scortato da donne soldato, che conosce bene la zona del lago Semliki Nianzu dove confluiscono due rami del Nilo, il ramo meridionale che nasce dalle Montagne della Luna e quello settentrionale che invece nasce dal Lago di Nalubaale, quello che dovranno seguire. Seguendo il percorso del fiume troveranno il motivo per cui il Nilo non scorre: le pietre rosse. La spedizione viene però aggredita dai basmara che uccideranno Kalulu e quasi tutta la spedizione: Taita, Fenn, Meren, Nakonto e Imbali verranno salvati tempestivamente da Tinat Ankut, comandante dell'altra parte della spedizione che molti anni prima erano partiti alla ricerca delle fonti del Nilo.
Da qui verranno scortati verso la città di Giarri, sotto il dominio di Eos, ove i medici curano Taita e gli ripristinano la virilità. Questo rientra però nei piani di Eos, il cui segreto è strappare la giovinezza, la forza e la conoscenza alle sue vittime tramite i rapporti sessuali; saputo questo, Taita affronta la dea e la sconfigge ritorcendole contro la sua stessa tecnica, per poi ritornare giovane usando la Fonte della Giovinezza. Privi della tiranna che li ha oppressi, gli abitanti di Giarri si alleano con Taita, il quale getta la Pietra Rossa nel Nilo permettendo che scorra ancora. Si torna finalmente a casa, ma Fenn ha degli incubi ricorrenti nei quali Taita rimane per sempre giovane, mentre lei avvizzisce e muore. Taita decide quindi di lasciare l'Egitto con Fenn, per trovare la Fonte (dato che essa può spostarsi di luogo in luogo) e far sì che anche Fenn diventi immortale, e dà dunque l'addio al compagno Meren e poi al Faraone stesso Nefer Seti. La notizia della morte del mago in battaglia si diffonde in tutto l'Egitto, che ne piange la dipartita, e Taita ne approfitta per partire con Fenn, con il patrocinio segreto del Faraone.

## Personaggi principali
- Taita di Gallala
- Meren Cambise (guardia del corpo e prima ancora allievo del maestro Taita)
- Demetrio (vecchio sapiente della Verità)
- Eos (strega avversaria di Taita)
- Faraone Nefer Seti (figlio del faraone Tamose, nipote della regina Lostris)
- Regina Mintaka (moglie del faraone Nefer)
- Fenn (reincarnazione della regina Lostris)
- Brezza di Fumo (cavalla di Taita)
- Turbine (figlio di Brezza di Fumo e cavallo di Fenn)

## Edizioni
- Wilbur Smith, Alle fonti del Nilo , collana La Gaja scienza, traduzione di Giampiero Hirzer, Longanesi, 2007,  p. 631.
- Wilbur Smith, Alle fonti del Nilo, collana I deserti, traduzione di Giampiero Hirzer, Longanesi, 2007,  p. 559.
- Wilbur Smith, Alle fonti del Nilo, collana Teadue, traduzione di Giampiero Hirzer, TEA, 2008,  p. 559, ISBN 978-88-502-1769-4.
- Wilbur Smith, Alle fonti del Nilo, collana Best TEA, traduzione di Giampiero Hirzer, tascabile, TEA, 15 maggio 2014,  p. 631, ISBN 978-88-502-3583-4.
- Wilbur Smith, Alle fonti del Nilo, collana I grandi della TEA, traduzione di Lidia Perria, tascabile, TEA, 2017,  p. 559, ISBN 978-88-502-4608-3.
- Wilbur Smith, Alle fonti del Nilo, collana Super TEA, traduzione di Giampiero Hirzer, tascabile, TEA, 25 marzo 2021,  p. 640, ISBN 978-88-502-5971-7.